# Welt am Abend (Berlin)
Die Welt am Abend, oft nur Welt am Abend genannt, war eine kommunistische Boulevard-Tageszeitung im Berlin der Weimarer Republik. Sie erschien von August 1922 bis September 1933. Ab 1926 gehörte sie im Kosmos-Verlag zur Verlagsgruppe von Willi Münzenberg, liiert mit der ebenfalls von Münzenberg initiierten Internationalen Arbeiterhilfe. 
Die Zeitung gehörte mehreren Redakteuren aus dem Umkreis der USPD, die sich 1917 von der SPD abgespalten hatte. Ein früheres USPD-Mitglied war auch der bekannte Journalist Walter Oehme, der 1925 Miteigentümer und Chefredakteur wurde. Die Zeitung steuerte einen unabhängig-sozialistischen Kurs. Sie stand klar links und war äußerst SPD-kritisch, oft sogar polemisch und aggressiv gegen die SPD wie die KPD-Zeitung Rote Fahne, ließ sich jedoch von der KPD und der sie über die Komintern steuernden KPdSU-Auslandsbüros nicht vereinnahmen. Wirtschaftlich geriet die Zeitung jedoch in Schwierigkeiten. Allen Mitarbeitern wurde zum Oktober 1925 gekündigt.
Es wurde versucht, die Zeitung an einen Investor zu verkaufen. Der Verlagsgeschäftsführer und der Chefredakteur stießen in unterschiedliche politische Richtungen vor. Es soll Oehme gewesen sein, der dem Miteigentümer Emil Rabold ein Gespräch mit dem kommunistischen Verleger Willi Münzenberg vermittelte; so stellt es die Münzenberg-Biographie, die seine Lebensgefährtin Babette Gross schrieb, dar. Gross zufolge lag die Auflage nur noch bei 3.000 Exemplaren, als Rabold Münzenberg die Welt für einen Kaufpreis von 10.000 Mark anbot. Laut Gross bat Münzenberg Oehme darum, das Blatt weiter zu leiten. Oehme soll Münzenberg erklärt haben, dass Investitionen, Vertriebs- und Werbeausgaben in Höhe von 40.000 Mark notwendig seien. Münzenberg sicherte das zu.
Münzenberg war Leiter der Agitationsabteilung der KPD und baute für die Partei das (nach dem Konzern des deutschnationalen Alfred Hugenberg) zweitgrößte Medienunternehmen der Weimarer Republik auf, zu dem weitere auflagenstarke Zeitungen gehörten, vor allem die Arbeiter-Illustrierte-Zeitung (AIZ). Diese Tageszeitungen fanden weit über die kommunistisch organisierte Arbeiterschaft hinaus Verbreitung.
Das Blatt wurde parallel zweimal verkauft. Münzenberg und der andere Investor stritten sich vor Gericht um die Verlags- und Titelrechte. Anfang November 1925 erschien statt der Welt am Abend plötzlich Die Welt – Parteilose Volkszeitung. Ein Teil der Redaktion versuchte mit dem neuen Investor gegen Oehme und Münzenberg vollendete Tatsachen zu schaffen. Oehme und Münzenberg ließen das gerichtlich durch eine Einstweilige Verfügung untersagen. Dem bisherigen, nun verkauften Verlag der Welt am Sonntag und Oehmes früheren Kollegen und Mitarbeitern wurde bei Geldstrafe verboten, einen solchen Titel zu veröffentlichen. Nun erschien die Welt am Sonntag wieder unter Oehmes Leitung bei Münzenberg, während sie von den ehemaligen Kollegen mit Extrablättern angefeindet wurde. Laut Gross wurde ein Prozess geführt, bis Münzenberg die Titelrechte sicher hatte; er endete mit einem Vergleich. Münzenberg zahlte schließlich 7.000 Mark. Die Zeitung begann zu florieren. Mit einer verstärkten Redaktion, dem neuen Vertriebsleiter Hans Schüler, der früher den Vertrieb der USPD-Zeitung Die Freiheit  verantwortet hatte, und neuen Konzepten für den Straßenverkauf stieg die Auflage auf über 100.000. 1928 lag die Auflage schon bei rund 175.000 Exemplaren. Für 1929 gab der Kosmos-Verlag sogar eine Auflage von 230.000 Stück an, was gegenüber dem Vorjahr eine gewaltige Steigerung gewesen wäre.
Mit dem Erfolg wuchs der Anspruch der KPD, die hinter Münzenbergs Unternehmensgruppe stand, auf maßgeblichen Einfluss und setzte ein KPD-Mitglied als Chefredakteur durch.
Sensationsberichte, zum Beispiel über einen Korruptionsskandal um die Gebrüder Leo, Max und Willy Sklarek, denen 1929 bis 1932 der Prozess gemacht wurde, steigerten die Auflage beträchtlich. Der Erfolg der Welt am Abend in Berlin führte zur zeitweiligen Herausgabe einer Regionalausgabe im Ruhrgebiet sowie eines morgens erscheinenden Berliner Schwesterblattes, der Berlin am Morgen. Die Zeitung hatte einen ausführlichen Kulturteil. An Sonntagen hatte das Blatt die Beilage Film und Radio.
Der österreichische Kommunist Paul Friedländer, seit 1926 in Berlin und Vertrauensmann der KPD in der Redaktion, wurde 1933 kurzzeitig Chefredakteur. In der Welt am Abend veröffentlicht wurden unter anderem Beiträge von Kurt Kersten (Leiter des Feuilletons), Michael Mendelssohn (Filmkritiken fürs Feuilleton), Egon Erwin Kisch, Alfred Döblin, Lion Feuchtwanger, Kurt Tucholsky, Erich Mühsam (1925 und 1928), Thomas Mann, Géza von Cziffra (ab 1923), Klaus Neukrantz (ab 1924), Maria Leitner (1929), Otto Heller (ab 1926), Ruth Werner, Adolf Behne, Botho Laserstein, József Lengyel, Georg Lukács, Heinz Pol (nach seinem Ausscheiden aus der Vossischen Zeitung im September 1931), Hans von Zwehl, Hugo Kapteina, Willy van Heekern (Fotograf) und Alfred Kantorowicz.
Im Sportpalast veranstaltete die Welt am Abend am 18. Januar 1930 gemeinsam mit ihrer Schwesterzeitung Berlin am Morgen (Hrsg.: Bruno Frei) das Fest Sturm über Berlin, bei dem unter anderem die Künstler Ernst Busch, Karl Valentin, Erich Weinert auftraten.
Im Vorfeld der am 19. Februar 1933 abgehaltenen letzten freien Veranstaltung Das Freie Wort gegen die drei Wochen zuvor an die Macht gelangten Nationalsozialisten schrieb Alfred Kantorowicz in der Welt am Abend, „es gebe Zeiten, da das Freie Wort nicht mehr mit Worten, sondern durch die Tat verteidigt werden müsse.“ Als Reaktion darauf wurde die Zeitung mit sofortiger Wirkung verboten und gegen den Autor Haftbefehl erlassen. Von Mai bis September 1933 erschien die Welt am Abend getarnt und unter nationalsozialistischer Obhut erneut.